# 698
Раннє Середньовіччя. Триває чума Юстиніана. У Східній Римській імперії завершилося правління Леонтія, розпочалося правління Тиберія III. Більшу частину території Італії займає Лангобардське королівство, деякі області належать Візантії. Франкське королівство розділене між правителями з династії Меровінгів. Іберію займає Вестготське королівство. В Англії триває період гептархії. Авари та слов'яни утвердилися на Балканах. Центр Аварського каганату лежить у Паннонії. Існують слов'янські держави: Карантанія та Перше Болгарське царство.
Омеядський халіфат займає Аравійський півострів, Сирію, Палестину, Персію, Єгипет, Північну Африку. У Китаї править Друга династія Чжоу. Індія роздроблена. В Японії триває період Ямато. Хазарський каганат підпорядкував собі кочові народи на великій степовій території між Азовським морем та Аралом. Відновився Тюркський каганат.
На території лісостепової України в VII столітті виділяють пеньківську й празьку археологічні культури. У VII столітті продовжилося швидке розселення слов'ян. У Північному Причорномор'ї співіснують різні кочові племена, зокрема булгари, хозари, алани, авари, тюрки.

## Події
- Війська Омеядського халіфату захопили у Візантії Карфаген і повністю окупували Північну Африку, за винятком міста Сеути, яке ще залишилося візантійським.
- Місто Карфаген знищене назавжди.
- Переможений у Карфагені візантійський флот підняв бунт, взяв в облогу Константинополь і скинув василевса Леонтія. Новим василевсом став Тиберій III.
- На півночі Корейського півострова виникла держава Бохай, відколовшись від Сілли.
- Постала корейська держава Пархе.